# Nous deux
Cet article concerne le film d'Henri Graziani. Pour le magazine féminin, voir Nous Deux (magazine).
Pour plus de détails, voir Fiche technique et Distribution.
Nous deux est un film français d'Henri Graziani réalisé en 1991 et sorti en 1992.

## Synopsis
Toussaint et Madeleine ont passé leur vie ensemble. L'heure de la retraite ayant sonné, ils reviennent s'installer dans leur village natal en Corse. Mais Madeleine regrette Paris et son fils Martin. À l'occasion des vacances, celui-ci vient les rejoindre. Il fait la connaissance de Léa, la factrice du village.

## Fiche technique
- Titre : Nous deux
- Réalisation : Henri Graziani
- Scénario : Henri Graziani et Arlette Langmann
- Photographie : Patrick Blossier
- Musique : Michel Raffaelli
- Son : Antoine Bonfanti
- Montage : Denise de Casabianca
- Producteur délégué : Claude Berri
- Genre :  comédie
- Durée : 93 minutes
- Pays de production :  France
- Date de sortie : 
  - France : 22 avril 1992.

## Distribution
- Philippe Noiret : Toussaint
- Monique Chaumette : Madeleine
- Serge Merlin : Napoléon
- Patrick Fierry : Martin
- Gigi Casabianca : Léa
- Claude Jaeger : Tancrède
- Pierre Massimi : Antoine